# Stazione di Pontelongo
La stazione di Pontelongo è una stazione ferroviaria di superficie sulla Ferrovia Adria-Mestre.
Dal 2004 è raccordata con lo zuccherificio.

## Movimento
La stazione non effettua servizio viaggiatori. 